# Uracanthus discicollis
Uracanthus discicollis là một loài bọ cánh cứng trong họ Cerambycidae.